# Adaptation des œuvres d'Edgar Wallace au cinéma et à la télévision
Edgar Wallace (1875-1932) est un romancier, dramaturge et scénariste britannique dont les œuvres ont été adaptées à l'écran à de nombreuses reprises.

## Adaptations britanniques
Ses œuvres ont été adaptées à l'écran muet dès 1916 et ont continué à l'être par des cinéastes britanniques jusque dans les années 1940. Anglo-Amalgamated a ensuite sorti une série distincte de 47 films intitulée Edgar Wallace Mysteries, qui a duré de 1960 à 1965.

### Films muets
- The Man Who Bought London (1916)
- The Green Terror (1919) adapté du roman The Green Rust
- Pallard the Punter (1919) adapté du roman Grey Timothy
- Angel Esquire (1919)
- The River of Stars (1921)
- The Four Just Men (1921)
- Melody of Death (1922)
- The Crimson Circle (1922)
- Down Under Donovan (1922)
- The Diamond Man (1924)
- The Flying Fifty-Five (1924)
- The Green Archer (1925)
- Mark of the Frog (1928) serial
- The Terrible People (1928) serial tourné aux États-Unis.
- Valley of Ghosts (1928)
- The Forger (1928)
- The Ringer (1928)
- The Man Who Changed his Name (1928)
- The Flying Squad (1929)
- Prince Gabby (1929)
- The Clue of the New Pin (1929)[1]

### Edgar Wallace Mysteries
- Urge to Kill (mars 1960)
- Clue of the Twisted Candle (septembre 1960)
- The Malpas Mystery (octobre 1960)
- Marriage of Convenience (novembre 1960)
- The Man Who Was Nobody (décembre 1960)
- Partners in Crime (février 1961)
- The Clue of the New Pin (février 1961)
- The Fourth Square (juin 1961)
- Man at the Carlton Tower (juillet 1961)
- Clue of the Silver Key (août 1961)
- Attempt to Kill (septembre 61)
- Man Detained (octobre 1961)
- Never Back Losers (décembre 1961)
- The Sinister Man (décembre 1961)
- Backfire! (février 1962)
- Candidate for Murder (février 1962)
- Flat Two (février 1962)
- The Share Out (février 1962)
- Number Six (avril 1962)
- Time to Remember (juillet 1962)
- Solo for Sparrow (septembre 1962)
- Playback (septembre 1962)
- Locker Sixty-Nine (septembre 1962)
- Death Trap (octobre 1962)
- The Set Up (January 1963)
- Incident at Midnight (January 1963)
- The £20,000 Kiss (January 1963)
- On the Run (février 1963)
- Return to Sender (mars 1963)
- Ricochet (mars 1963)
- The Double (avril 1963)
- The Rivals (mai 1963)
- To Have and to Hold (juillet 1963)
- The Partner (septembre 1963)
- Accidental Death (novembre 1963)
- Five to One (décembre 1963)
- Downfall (January 1964)
- The Verdict (février 1964)
- We Shall See (avril 1964)
- Who Was Maddox? (juin 1964)
- Face of a Stranger (septembre 1964)
- Act of Murder (septembre 1964)
- Never Mention Murder (novembre 1964)
- The Main Chance (novembre 1964)
- Game for Three Losers (avril 1965)
- Change Partners (juillet 1965)
- Strangler's Web (août 1965)
- Dead Man's Chest (octobre 1965)

### Films produits par Harry Allan Towers
- 1963 : Sanders (en) (Death Drums Along the River) de Lawrence Huntington
- 1965 : La Côte des squelettes (en) (Coast of Skeletons) de Robert Lynn
- 1966 : Le Cirque de la peur (Circus of Fear) de John Llewellyn Moxey
- 1967 : Five Golden Dragons de Jeremy Summers (ce film n'a qu'un lien indirect avec Edgar Wallace, dans la mesure où l'un des personnages de Wallace (le commissaire Sanders) a été inséré dans l'intrigue du film[2])

## Adaptations allemandes (République de Weimar)
- 1927 : Der große Unbekannte (de) de Manfred Noa
- 1929 : Le Cercle rouge (Der rote Kreis) de Friedrich Zelnik
- 1929 : Le Destructeur (de) (Der Würger) de Géza von Bolváry
- 1931 : Le Traître (Der Zinker) de Karel Lamač et Martin Frič
- 1932 : Der Hexer (de) de Karel Lamač
- 1934 : Le Sosie (de) (Der Doppelgänger) d'E. W. Emo

## Adaptations ouest-allemandes
Les films policiers produits par la société allemande Rialto Film entre 1959 et 1972 constituent leur propre sous-genre, connu sous le nom de « Krimi » (abréviation du terme allemand « Kriminalfilm » ou « Kriminalroman »). Outre les productions de Rialto, d'autres adaptations d'Edgar Wallace dans un style similaire ont été réalisées par les Allemands Artur Brauner et Kurt Ulrich ainsi que par le producteur britannique Harry Alan Towers.
- 1959 : La Grenouille attaque Scotland Yard (Der Frosch mit der Maske) de Harald Reinl
- 1960 : Scotland Yard contre Cercle rouge (Der rote Kreis) de Jürgen Roland
- 1960 : Le Vengeur défie Scotland Yard (Der Rächer) de Karl Anton
- 1960 : Scotland Yard contre le masque (de) (Die Bande des Schreckens) de Harald Reinl
- 1961 : L'Archer vert (de) (Der grüne Bogenschütze) de Jürgen Roland
- 1961 : Les Mystères de Londres (Die toten Augen von London) d'Alfred Vohrer
- 1961 : Le Narcisse jaune intrigue Scotland Yard (Das Geheimnis der gelben Narzissen) d'Ákos von Ráthonyi
- 1961 : Le Faussaire de Londres (Der Fälscher von London) de Harald Reinl
- 1961 : L'Étrange Comtesse (Die seltsame Gräfin) de Josef von Báky, Ottokar Runze et Jürgen Roland
- 1962 : L'Orchidée rouge (Das Rätsel der roten Orchidee) de Helmuth Ashley
- 1962 : La Porte aux sept serrures (Die Tür mit den sieben Schlössern) d'Alfred Vohrer
- 1962 : Le Requin harponne Scotland Yard (Das Gasthaus an der Themse) d'Alfred Vohrer
- 1963 : La Malédiction du serpent jaune (de) (Der Fluch der gelben Schlange) de Franz Josef Gottlieb
- 1963 : L'Énigme du serpent noir (Der Zinker) d'Alfred Vohrer
- 1963 : Le Crapaud masqué (Der schwarze Abt) de Franz Josef Gottlieb
- 1963 : Le Foulard indien (Das indische Tuch) d'Alfred Vohrer
- 1964 : L'Attaque du fourgon postal (Zimmer 13) de Harald Reinl
- 1964 : La Serrure aux treize secrets (Die Gruft mit dem Rätselschloss) de Franz Josef Gottlieb
- 1964 : Le Défi du Maltais (Der Hexer) d'Alfred Vohrer
- 1964 : Das Verrätertor de Freddie Francis
- 1965 : Neues vom Hexer d'Alfred Vohrer
- 1965 : Le Moine inquiétant (Der unheimliche Mönch) de Harald Reinl
- 1966 : Le Bossu de Londres (Der Bucklige von Soho) d'Alfred Vohrer
- 1966 : La Planque (Das Geheimnis der weißen Nonne) de Cyril Frankel
- 1967 : La Main de l'épouvante (Die blaue Hand) d'Alfred Vohrer
- 1967 : Le Moine au fouet (Der Mönch mit der Peitsche) d'Alfred Vohrer
- 1968 : Le Château des chiens hurlants (Der Hund von Blackwood Castle) d'Alfred Vohrer
- 1968 : La Vengeance du scorpion d'or (Im Banne des Unheimlichen) d'Alfred Vohrer
- 1968 : Le Gorille de Soho (de) (Der Gorilla von Soho) d'Alfred Vohrer
- 1969 : L'Homme à l'œil de verre (Der Mann mit dem Glasauge) d'Alfred Vohrer
- 1969 : Liz et Helen (A doppia faccia) de Riccardo Freda
- 1971 : Le Diable vint d'Akasava (Der Teufel kam aus Akasava) de Jesús Franco
- 1971 : La Morte de la Tamise (Die Tote aus der Themse) de Harald Philipp
- 1972 : Mais... qu'avez vous fait à Solange ? (Cosa avete fatto a Solange?) de Massimo Dallamano
- 1972 : Le Tueur à l'orchidée (Sette orchidee macchiate di rosso) d'Umberto Lenzi